# Raif Badawi
Raif Badawi (tiếng Ả Rập: رائف بدوي; sinh ngày 13 tháng 2 năm 1984,) là một blogger, một nhà hoạt động nhân quyền, và người sáng lập ra trang mạng Free Saudi Liberals (người Saudi cấp tiến tự do), một trang mạng về chính trị và đạo giáo.
Anh ta bị bắt 2012 vì tội phỉ báng đạo Hồi qua trang mạng và bị đưa ra tòa với nhiều tội trong đó có tội bội giáo (apostasy), một tội mà có thể bị xử tử hình ở Ả Rập Xê Út. Ân xá Quốc tế cho đó là một trong những hành động để bóp nghẹt những cuộc thảo luận về chính trị và xã hội. Badawi bị xử 7 năm tù và bị phạt 600 roi 2013, sau đó 2014 ông bị tăng hình phạt lên 1000 roi, 10 năm tù và phạt tiền 266.000 USD. Những cú roi phạt này được thực hiện trong 20 tuần. Năm chục roi đầu tiên được thi hành ngày 9 tháng 1 năm 2015. Badawi bị thương nặng đến nỗi loạt phạt thứ 2 bị hoãn lại. Khi mà vết thương lành thì anh ta sẽ bị 50 ngọn roi kế tiếp.

## Phản ứng
Ân xá Quốc tế nói hình phạt bằng roi "vi phạm quy định tuyệt đối cấm tra tấn và những hình thức đối xử tàn nhẫn, vô nhân đạo hoặc hạ thấp phẩm giá khác trong luật pháp quốc tế."

### Hoa Kỳ
Tại Washington, Bộ Ngoại giao Mỹ ngày 08.01.2015 yêu cầu chính quyền Saudi hủy bỏ bản án đánh 1.000 roi. Phát ngôn viên Jen Psaki gọi hình thức trừng phạt này là "tàn bạo" và "vô nhân đạo," và bà thúc giục giới chức Saudi cứu xét vụ việc và hình phạt của ông Badawi.

### Liên minh châu Âu
Ngày 16 tháng 12 năm 2015 Nghị viện châu Âu đã trao Giải thưởng Sakharov cho ông. Vì còn ở tù không thể tham dự được, nên vợ Badawi đã đại diện nhận giải.

## Giải thưởng
- Giải thưởng Sakharov 2015[10]
- Raif Badawi được trao giải Freedom of Speech Award 2015 (Giải tự do ngôn luận) của đài truyền thanh Deutschen Welle.[11]
- Giải Courage Award (giải Dũng cảm) 2015 tại hội nghị thượng đỉnh về Nhân quyền và Dân chủ.[12]
- Giải Aikenhead 2015 của Scottish Secular Society.[13]
- Giải One Humanity Award 2014 của PEN Canada.[14]
- Giải người dùng Internet của tổ chức Phóng viên không biên giới 2014.
- Hội viên danh dự PEN Canada.[14]
- Hội viên danh dự PEN Dänemark.
- Hội viên danh dự PEN Deutschland.[15]